# アバード・モンカー
アバード・モンカー（Avard Moncur、1978年11月2日 ‐ ）は、バハマ・ナッソー出身で短距離走が専門の元陸上競技選手。400mで44秒45（バハマ歴代3位）の自己ベストを持つ元バハマ記録保持者。400mでは2001年エドモントン世界選手権でバハマ勢初の金メダルを獲得。4×400mリレーでは2001年エドモントン世界選手権の金メダルをはじめ、オリンピックと世界選手権を通じて6つのメダルを獲得した。

## 経歴

### 2000年
6月3日、全米学生選手権（NCAA選手権）の男子400mで44秒72のバハマ記録（当時）を樹立し、1996年にトロイ・マッキントッシュがマークした44秒73を0秒01更新した。その後、モンカーは自身のバハマ記録を44秒45まで縮めたが、この記録は2008年6月6日にクリス・ブラウンによって更新された。
9月、シドニーオリンピックの男子400mと4×400mリレーに出場。バハマ記録保持者として臨んだ400mは準決勝まで進出したものの、準決勝では45秒18の組5着に終わり、決勝に進出できる組4着とは0秒01差で惜しくも決勝進出を逃した。4×400mリレーでは決勝でバハマチームの1走を務め、2分59秒23をマークしての4位（当時）に貢献した。その後、優勝したアメリカはメダルを剥奪され、バハマは繰り上がりで銅メダルを獲得した。

### 2001年
6月、全米学生選手権の男子400mを44秒84で制して2連覇を達成した。
8月、エドモントン世界選手権の男子400mと4×400mリレーに出場。400mでは7月に44秒45のバハマ記録を樹立した勢いそのままに、予選を唯一の44秒台となる44秒88で突破すると、準決勝も44秒台の44秒89で突破し、初出場ながら決勝に進出した。決勝では今大会で一番良いタイムの44秒64をマークし、インゴ・シュルツ（44秒87）やグレッグ・ホートン（44秒98）らを破り優勝した。この種目でバハマ人がメダルを獲得したのはこの時が初めてで、金メダル獲得は男女通じてバハマ勢初の快挙だった。4×400mリレーでは決勝でバハマチームの1走を務めると、2分58秒19のバハマ記録（当時）を樹立しての2位（当時）に貢献し、世界選手権のリレー種目でバハマ男子勢初のメダルを獲得した。その後、優勝したアメリカはメダルを剥奪され、バハマは繰り上がりで金メダルを獲得した。

### 2003年
8月、パリ世界選手権の男子400mと4×400mリレーに出場。前回大会の金メダリストとして臨んだ400mは、準決勝で45秒65の組6着に終わり敗退した。4×400mリレーでは決勝でバハマチームの1走を務めると、3分00秒53をマークしての4位（当時）に貢献した。その後、優勝したアメリカはメダルを剥奪され、バハマは繰り上がりで銅メダルを獲得した。

### 2005年
8月、ヘルシンキ世界選手権の男子4×400mリレー決勝でバハマチームの2走を務めると、2分57秒32のバハマ記録（当時）を樹立しての銀メダル獲得に貢献した。

### 2007年
8-9月、大阪世界選手権の男子400mと4×400mリレーに出場。2003年パリ大会以来の出場となった400mは準決勝を全体8位の44秒86で突破し、タイムで拾われる最後の枠で決勝に進出したが、2001年エドモントン大会以来となった決勝は45秒40の8位に終わった。4×400mリレーでは決勝でバハマチームの1走を務めると、2分59秒18をマークしての銀メダル獲得に貢献した。

### 2008年
8月、北京オリンピックの男子4×400mリレー予選でバハマチームの2走を務め、2分59秒88をマークしての決勝進出に貢献した。決勝でバハマは2分58秒03をマークして銀メダルを獲得し、予選だけに出場したモンカーも銀メダルを手にした。

## 自己ベスト
記録欄の（　）内の数字は風速（m/s）で、+は追い風を意味する。
| 種目         | 記録          | 年月日        | 場所             | 備考                       |
| 屋外         | 屋外          | 屋外          | 屋外             | 屋外                       |
| ------------ | ------------- | ------------- | ---------------- | -------------------------- |
| 200m         | 20秒89 (+1.8) | 2005年5月7日  | アセンズ         |                            |
| 400m         | 44秒45        | 2001年7月7日  | マドリード       | バハマ歴代3位 元バハマ記録 |
| 400mハードル | 53秒23        | 2007年3月3日  | タラハシー       |                            |
| 室内         |               |               |                  |                            |
| 400m         | 46秒35        | 2001年3月10日 | フェイエットビル |                            |

## 主要大会成績
備考欄の記録は当時のもの
| 年   | 大会                              | 場所             | 種目    | 結果   | 記録            | 備考                                     |
| ---- | --------------------------------- | ---------------- | ------- | ------ | --------------- | ---------------------------------------- |
| 1995 | カリフタゲームズ (U20) (en)       | ジョージタウン   | 400m    | 優勝   | 47秒40          |                                          |
| 1995 | カリフタゲームズ (U20) (en)       | ジョージタウン   | 400mH   | 7位    | 56秒09          |                                          |
| 1995 | カリフタゲームズ (U20) (en)       | ジョージタウン   | 4x400mR | 2位    | 3分15秒69 (4走) |                                          |
| 1996 | カリフタゲームズ (U20) (en)       | キングストン     | 400m    | 2位    | 47秒10          |                                          |
| 1996 | 中米カリブジュニア選手権 (en)     | サンサルバドル   | 400m    | 2位    | 47秒09          |                                          |
| 1996 | 中米カリブジュニア選手権 (en)     | サンサルバドル   | 4x100mR | 3位    | 41秒51 (4走)    |                                          |
| 1997 | カリフタゲームズ (U20) (en)       | ブリッジタウン   | 400m    | 優勝   | 46秒90          |                                          |
| 1997 | パンアメリカンジュニア選手権 (en) | ハバナ           | 400m    | 2位    | 46秒46          |                                          |
| 1997 | パンアメリカンジュニア選手権 (en) | ハバナ           | 4x100mR | 3位    | 40秒77 (2走)    |                                          |
| 1997 | パンアメリカンジュニア選手権 (en) | ハバナ           | 4x400mR | 2位    | 3分09秒11 (4走) |                                          |
| 1999 | パンアメリカン競技大会 (en)       | ウィニペグ       | 400m    | 8位    | 45秒60          |                                          |
| 1999 | パンアメリカン競技大会 (en)       | ウィニペグ       | 4x400mR | 決勝   | DNS             |                                          |
| 2000 | オリンピック                      | シドニー         | 400m    | 準決勝 | 45秒18          |                                          |
| 2000 | オリンピック                      | シドニー         | 4x400mR | 3位    | 2分59秒23 (1走) | 大会終了後に4位から繰り上がり            |
| 2001 | 世界選手権                        | エドモントン     | 400m    | 優勝   | 44秒64          |                                          |
| 2001 | 世界選手権                        | エドモントン     | 4x400mR | 優勝   | 2分58秒19 (1走) | バハマ記録 大会終了後に2位から繰り上がり |
| 2001 | グッドウィルゲームズ (en)         | ブリスベン       | 400m    | 3位    | 45秒56          |                                          |
| 2001 | グッドウィルゲームズ (en)         | ブリスベン       | 4x400mR | 2位    | 3分01秒67 (4走) |                                          |
| 2002 | コモンウェルスゲームズ (en)       | マンチェスター   | 400m    | 3位    | 45秒12          |                                          |
| 2002 | グランプリファイナル (en)         | パリ             | 400m    | 4位    | 44秒97          |                                          |
| 2003 | 世界室内選手権                    | バーミンガム     | 4x400mR | 予選   | DQ (2走)        |                                          |
| 2003 | 中米カリブ選手権 (en)             | セントジョージズ | 4x400mR | 優勝   | 3分02秒56 (1走) |                                          |
| 2003 | 世界選手権                        | パリ             | 400m    | 準決勝 | 45秒65          |                                          |
| 2003 | 世界選手権                        | パリ             | 4x400mR | 3位    | 3分00秒53 (1走) | 大会終了後に4位から繰り上がり            |
| 2005 | 世界選手権                        | ヘルシンキ       | 4x400mR | 2位    | 2分57秒32 (2走) | バハマ記録                               |
| 2006 | コモンウェルスゲームズ (en)       | メルボルン       | 400m    | 準決勝 | 45秒72          |                                          |
| 2006 | コモンウェルスゲームズ (en)       | メルボルン       | 4x400mR | 決勝   | DNF (2走)       |                                          |
| 2007 | パンアメリカン競技大会 (en)       | リオデジャネイロ | 400m    | 6位    | 45秒51          |                                          |
| 2007 | パンアメリカン競技大会 (en)       | リオデジャネイロ | 4x400mR | 優勝   | 3分01秒94 (2走) |                                          |
| 2007 | 世界選手権                        | 大阪             | 400m    | 8位    | 45秒40          |                                          |
| 2007 | 世界選手権                        | 大阪             | 4x400mR | 2位    | 2分59秒18 (1走) |                                          |
| 2008 | 中米カリブ選手権 (en)             | カリ             | 4x400mR | 2位    | 3分02秒48 (3走) |                                          |
| 2008 | オリンピック                      | 北京             | 4x400mR | 予選   | 2分59秒88 (2走) | 決勝進出                                 |
| 2009 | 世界選手権                        | ベルリン         | 4x400mR | 予選   | DQ (2走)        |                                          |
| 2011 | 中米カリブ選手権 (en)             | マヤグエス       | 4x400mR | 優勝   | 3分01秒33 (2走) |                                          |
| 2011 | 世界選手権                        | 大邱             | 4x400mR | 予選   | 3分01秒54 (2走) |                                          |